# Indrek Tart

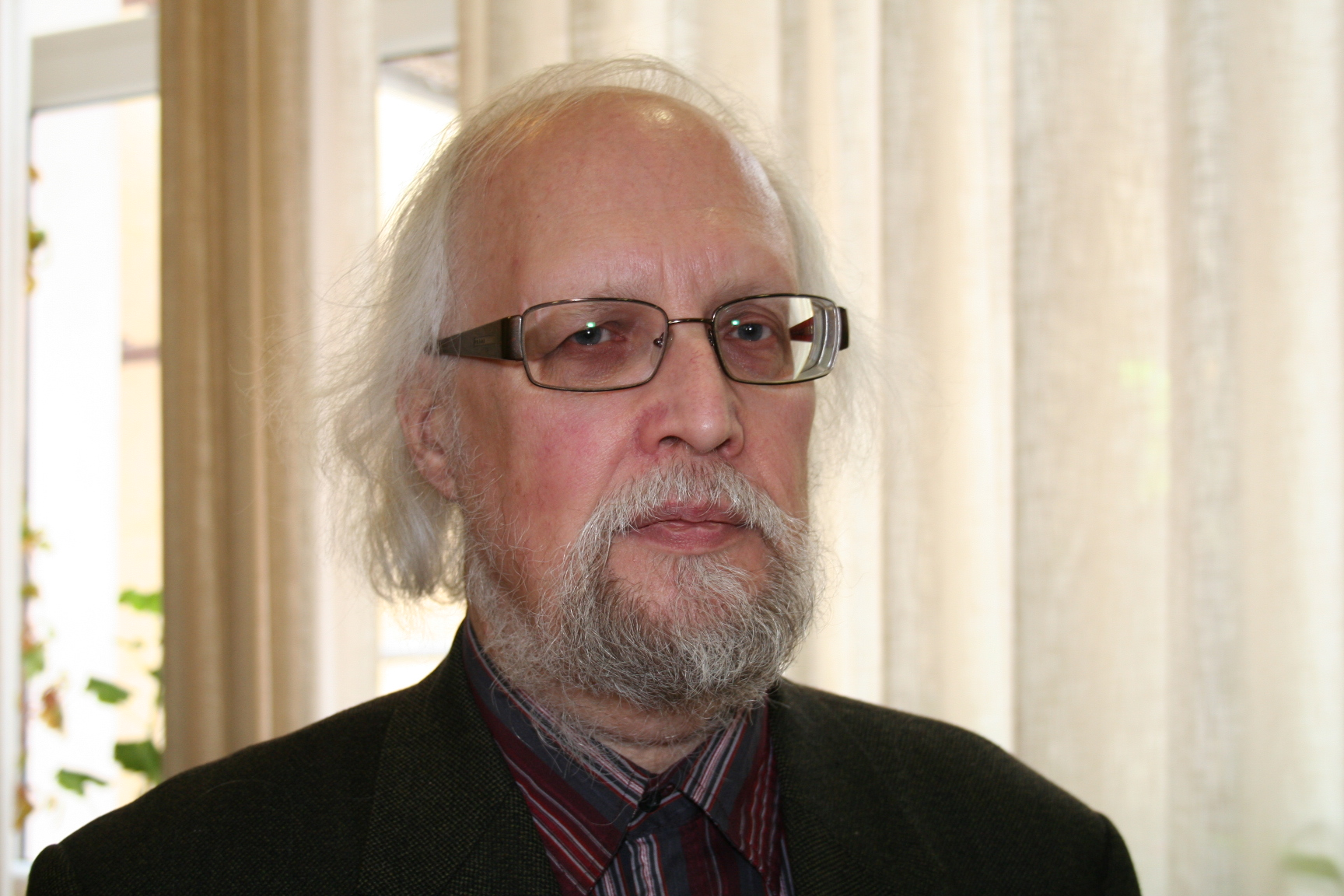
Indrek Tart 2012

Indrek Tart (Pseudonym Julius Ürt, * 2. Mai 1946 in Tallinn) ist ein estnischer Literaturwissenschaftler und Dichter.

## Leben
Tart machte 1964 in Tallinn Abitur und studierte von 1964 bis 1969 an der Universität Tartu Physik. Anschließend arbeitete er bis 1980 als Ingenieur am Kybernetischen Institut der Estnischen Akademie der Wissenschaften und von 1980 bis 1992 am dortigen Institut für chemische und biologische Physik. Nach einem Magisterabschluss in Informationswissenschaften (1993) war Tart über 20 Jahre lang bis 2016 am kulturwissenschaftlichen Institut der Universität Tallinn tätig. 2002 wurde er an der Universität mit einer Arbeit über die estnische Lyrik von 1638–2000 zum Dr. phil. promoviert.
Tart ist seit 1991 Mitglied des Estnischen Schriftstellerverbands.

## Werk
Tart debütierte unter dem Pseudonym Julius Ürt 1981 mit einem Gedichtband, der von der Kritik zurückhaltend aufgenommen wurde, u. a. weil er „mehr gute Verse als gute Gedichte“ enthielt. Danach folgte eine längere Pause, und erst ab 2000 publizierte Tart wieder Gedichte in der Zeitschrift Looming. 2016 legte er seinen zweiten Gedichtband vor.
Bekannter ist Tart aufgrund seiner literaturhistorischen und bibliometrischen Arbeiten. Seine systematische Erforschung der estnischen Lyrikgeschichte hat ergeben, dass zwischen 1638 und 2000 insgesamt 4.132 Gedichtbände in Estland erschienen sind (ohne Volksdichtung und ins Estnische übersetzte Lyrik) und dabei 933 Autorinnen und Autoren gezählt werden konnten.

## Bibliografie

### Gedichtbände
- Haljendav ruumala ('Grünendes Raumgebiet'). Tallinn: Eesti Raamat 1981. 64 S.
- Tõdemik ('Wahrheitsbrevier'). Tallinn: I. Tart 2016. 48 S.